# Opharus rhodosoma
Opharus rhodosoma là một loài bướm đêm thuộc phân họ Arctiinae, họ Erebidae.